# バルバロッサ (小惑星)
バルバロッサ (1860 Barbarossa) は、小惑星帯の小惑星。スイスの天文学者パウル・ヴィルトがツィンマーヴァルト天文台で発見した。
神聖ローマ皇帝フリードリヒ1世の通称「バルバロッサ（赤髭王）」に因んで名付けられたものと思われる（発見者の恩師の一人が同じ通称で呼ばれているため、こちらに由来するという説もある）。